# お登勢 (小説)

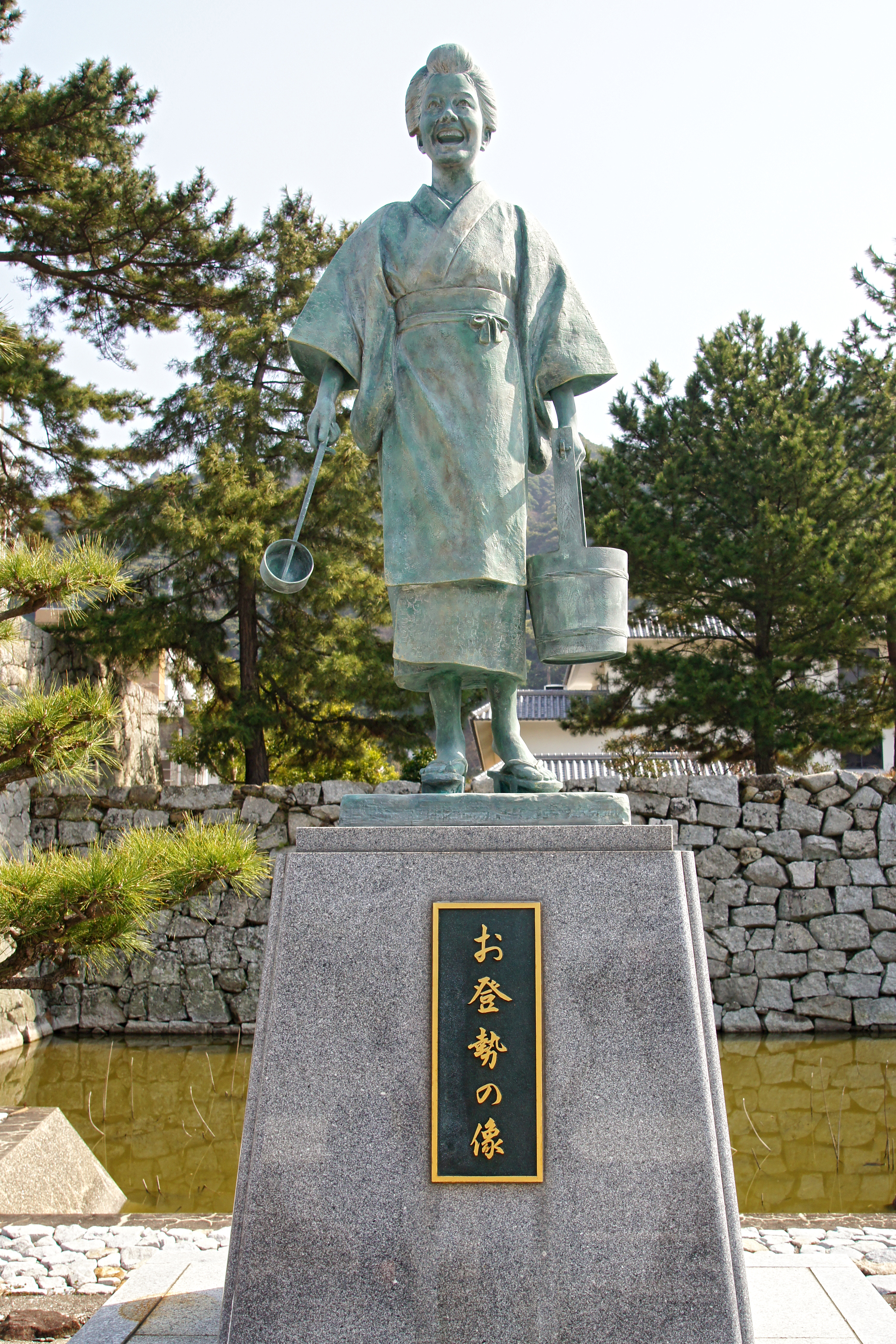
洲本市立淡路文化史料館前のお登勢像

『お登勢』（おとせ）は、船山馨の小説。これを原作としてテレビドラマ、舞台演劇が制作されている。

## 概要
庚午事変と、その騒動に巻き込まれた娘・お登勢を描いた長編小説。正編・続編合わせて1,700枚に及ぶ。正編は毎日新聞日曜版（1968年1月7日 - 1969年3月30日）にて連載された。また、続編は北海道新聞日曜版（1972年6月18日 - 1973年6月3日）にて連載された。

### あらすじ
淡路島の農家の娘・お登勢は16歳になり、洲本の加納家に奉公することになる。途中の船で出合った青年・津田貢に心惹かれるが、彼は勤王の志士であり、加納家の娘・志津の恋人であった。

### 刊行一覧
- お登勢（1969年、毎日新聞社）
- お登勢（1970年、角川文庫）
- お登勢（続）（1973年、毎日新聞社）
- 船山馨小説全集 第8巻 お登勢（1975年、河出書房新社）
- 船山馨小説全集 第9巻 続お登勢（1975年、河出書房新社）
- 続お登勢（1977年、角川文庫）
- お登勢（上）（1997年、講談社文庫コレクション大衆文学館）ISBN 978-4-0626-2082-6
- お登勢（下）（1997年、講談社文庫コレクション大衆文学館）ISBN 978-4-0626-2088-8
- お登勢（2001年、講談社文庫）ISBN 978-4-0627-3164-5
- お登勢（2001年、角川文庫・改版）ISBN 978-4-0412-9701-8

## テレビドラマ

### TBS
1971年3月29日から9月25日に「ポーラテレビ小説」枠の第6作として放送された。同枠のカラー化第1作となった。

#### キャスト（TBS）
- お登勢：音無美紀子
- 津田貢：原田大二郎
- 志津：上村香子
- 加納市左衛門：織本順吉
- おはま：津島恵子
- 佐伯織部：新田昌玄
- 三田昂馬：夏八木勲
- 吉田稔麿：橋本功
- 多村慎吾：村井国夫
- 伊三治：下川辰平
- 津田頼母：佐々木孝丸
- 淺川繁：地井武男
- 儀平：吉田義夫
- 睦太郎：明石勤
- りく：北城真記子
- 仙吉：島田靖彦
- 尾関源内：陶隆
- 近藤勇：瑳川哲朗
- 吾平：山崎竜之介
- 十兵衛：津田伸
- お梶：猪俣光世
- 玉三郎（ナレーター）：宇野重吉

#### スタッフ（TBS）
- プロデューサー：山田和也
- 脚本：ジェームス三木
- 演出：鈴木淳生

### NHK
2001年4月6日から6月22日に、NHK総合の金曜時代劇で放送された。撮影は、ドラマの舞台である淡路島及び徳島県鳴門市・徳島市近郊にて行われた。このドラマに因み、2002年に洲本城「下の城」跡（淡路文化史料館前）にお登勢の銅像が建てられた。

#### キャスト（NHK）
- お登勢：沢口靖子
- 志津：森口瑤子
- 津田貢：葛山信吾
- 加納市左衛門：橋爪功
- おはま：汀夏子
- 石毛弥一郎：蟹江敬三
- 加納睦太郎：嵐広也
- 津田頼母：竜雷太
- 儀平：笹野高史
- 佐伯織部：篠井英介
- お梶：正木佐和
- 新居与一助：山本圭
- 太助：井之上チャル
- 三田昂馬：菊池均也
- 尾関源左衛門：御木本伸介
- 小室信夫：浅野和之
- 伊三治：清水圭
- 津田りく：柳川慶子
- 多村慎吾：杉崎ひろや
- 多村礼次郎：蔵本隆史
- 寺沢甚内：須永慶
- 浅川繁：小市漫太郎
- 菊太夫：名取幸政
- 吉田稔麿：平井真軌
- 玉太郎（語り）：すまけい

#### スタッフ（NHK）
- 脚本：ジェームス三木
- 製作統括：吉川幸司

## 舞台

### 前進座
劇団前進座の制作・上演で2004年10月に初演、2005年・2007年に再演。各地での巡演も行った。同劇団所属の嵐広也がテレビ版と同じ役で出演、脚本・演出は2度のテレビ版に関わった脚本家ジェームス三木が担当した。

#### キャスト[3][5]
- お登勢：浜名実貴
- 志津：今村文美
- 津田貢：中村梅雀
- 加納市左衛門：藤川矢之輔
- はま：田中世津子
- 加納睦太郎：嵐広也
- 市毛弥一郎：山崎竜之介
- 佐伯織部：中村梅之助（2004年） /  瀬川菊之丞（2007年）
- 津田頼母：志村智雄
- りく：前園恵子

### 東宝
2005年1月2日 - 2月28日に東宝が制作し芸術座で上演。テレビ版のヒロイン沢口靖子と葛山信吾が同じ役で出演、脚本は飯島早苗、演出は水谷幹夫が担当した。

#### キャスト
- お登勢：沢口靖子
- 津田貢：葛山信吾
- 志津：国生さゆり[8]
- 佐伯織部：大高洋夫[8]
- 土方歳三：金子昇[8]
- 加納市左衛門：松山政路[8]
- 津田頼母：松田隆男
- 伊三治：福本伸一
- 久慈芳之助：各務立基[10]
- 加納睦太郎：小林滋生
- お玉：山本陽子[8]